# Sloanea chingiana
Sloanea chingiana är en tvåhjärtbladig växtart som beskrevs av Hu Hsien-Hsu. Sloanea chingiana ingår i släktet Sloanea och familjen Elaeocarpaceae. Inga underarter finns listade i Catalogue of Life.